# 豊臣秀弘
長谷川 秀弘（はせがわ ひでひろ）は、安土桃山時代から江戸時代前期にかけての武士。出自不明の謎の人物「豊臣 秀弘（とよとみ ひでひろ）」とされてきたが、2020年前後に長谷川秀一の嫡男であると判明している。

## 略歴
諱は長吉ともいう。
『久我家文書』第3巻943～944号によると、文禄5年（1596年）3月2日に従五位下・侍従に叙任されていることが確認されている。

## 出自について

### 伊達秀宗説
この人物については、伊達政宗の庶長子である伊達秀宗であると比定されていたが、明確な根拠はほとんどない上、秀宗の仮名は兵五郎であり、少なくとも長吉では確認されていない。
そもそも、一次史料では秀宗とは考えられないのである。秀弘の一次史料は現在のところ、3点ある。
- 慶長4年（1599年）1月に推定される豊臣政権五大老・五奉行連署による大坂城勤番定書写で、詰衆2番衆のうちに「羽柴長吉」の名があり、つまり豊臣秀頼の馬廻衆に列していたと推定される。
- 徳川秀忠が江戸幕府第2代将軍に就任した慶長10年（1605年）以降に出したと見られる書状。書状にある日付は1月28日。花押形や文言などから、秀忠が将軍に就任した直後と推定され、書状には榊原康政が登場するから、慶長11年（1606年）1月28日の可能性が高い（康政は慶長11年に死去している）。なお、この書状は堀家に伝来していたものであるため、秀弘は堀氏の一族の可能性もある。この書状で秀忠は「羽柴長吉殿」と書いている。
- 慶長7年（1602年）4月11日に従四位下に叙任された口宣案に「羽柴長吉」「正五位下豊臣秀弘」とある。

秀宗が従四位下になったのは寛永3年（1626年）8月19日であるから、それとは明らかに異なっている。
ここまで来ると、秀弘という人物が伊達秀宗とは違うのは明らかだが、そうなると誰なのか、ということになる。

### その他の可能性
文禄5年の時点で侍従になって公家になっている上、羽柴・豊臣姓を許されているくらいであるから、相当な大名家の子だった可能性は十分ある。書状が堀家に伝来していたことから、堀氏の出自の可能性があるが、堀氏にしては余りに待遇が厚すぎること、そもそも堀氏の当時の当主である堀秀治は死去する慶長11年（1606年）まで侍従の官位にあり、秀治以外の堀氏の一族、例えば子の忠俊が侍従になるとは考えにくい上、忠俊はそもそも慶長元年（1596年）生まれのため、この点からも考えにくい。
秀弘が公家成し、さらに従四位下にまで昇叙するとすれば、当時の家格で考えるならば徳川氏、豊臣氏、織田氏、宇喜多氏、前田氏、上杉氏、毛利氏、小早川氏である。あるいはそれより少し下の蒲生氏、丹羽氏、細川氏などが考えられる。しかし、これらの一族にそれに比定される人物は今のところおらず、しかも秀忠が進物を贈るほどの相手だから、相当な人物としか思えない。黒田はどこかの大名家の嫡子か、あるいは当主と見ているが、その解明は今後に委ねられるとしている。
なお、関ヶ原の戦いの後の状況が著されているとされている「伏見御城廓并屋敷取之絵図」などの伏見城下絵図には、伏見城の西側屋敷群の中に「羽柴長吉」と記されている。この屋敷は「筑前中納言」である小早川秀秋の屋敷の体面に位置しており、それから見ても秀弘が相当な政治的地位にあった可能性をうかがわせている。

### 長谷川秀一嫡男説
歴史学者の黒田基樹が2016年に出した『羽柴を名乗った人々』の中でこの人物を取り上げて注目されたが、同書に書評を寄せた谷徹也が、この人物は長谷川秀一の嫡男であるとする反論を寄せた。その後、黒田は谷の見解に同意する意見を述べており、2024年時点で「出自不明の謎の人物」ではなくなったが、やはりその事績には不明点が多いのが実情である。
なお、黒田は2025年にソフィア文庫レーベルより出した『羽柴を名乗った人々』文庫版において、この人物を「長谷川秀弘」に項目を移した上で、長谷川秀一の没後に嫡男の秀弘が幼かったことから弟の秀康が継いだが、彼もまた亡くなったたために将来秀弘が継ぐ前提で一旦改易になったこと、堀秀治は秀一の娘婿であるため、長吉（秀弘）関係の文書が堀家に伝わったのではないかと推測している。